# Fjeldhestehov
Fjeldhestehov (Petasites frigidus) er en op til 40 centimeter høj plante i kurvblomst-familien. I Norden vokser den i Sverige, Norge og Finland, og er i øvrigt udbredt cirkumpolart til Alaska.